# End of All Hope
"End of all hope" (En español fin de toda esperanza) es una canción perteneciente a Century Child, el cuarto álbum de la agrupación finlandesa Nightwish, publicado en el año 2002.

## Descripción
La canción fue escrita por el teclista Tuomas Holopainen. En momento de la composición y lanzamiento del álbum el compositor estaba pasando por uno de sus peores momentos, lo cual se refleja no solo en «End of All Hope» sino  en todas las líricas del álbum. dando entender como cita la canción "No will to wake for this morn. To see another black rose born" que toda esperanza en su vida acabó, y no hay motivo para seguir luchando. solo queda renacer nuevamente.

## Miembros
- Tarja Turunen – Vocalista
- Emppu Vuorinen – Guitarra
- Marco Hietala – bajo y Vocalista
- Tuomas Holopainen – Teclado
- Jukka Nevalainen – Batería